# Koordersiella javanica
Koordersiella javanica är en svampart som beskrevs av Höhn. 1909. Koordersiella javanica ingår i släktet Koordersiella, klassen Dothideomycetes, divisionen sporsäcksvampar och riket svampar.   Inga underarter finns listade i Catalogue of Life.